# Resolutie 544 Veiligheidsraad Verenigde Naties
Resolutie 544 van de Veiligheidsraad van de Verenigde Naties werd op 15 december 1983 unaniem aangenomen.

## Achtergrond
Nadat er in 1964 geweld was uitgebroken op Cyprus, stationeerden de VN er de UNFICYP-vredesmacht. Haar mandaat werd nadien om het half jaar verlengd.

## Inhoud
De Veiligheidsraad:
- Neemt nota van het rapport van de secretaris-generaal over de VN-operatie in Cyprus.
- Bemerkt de aanbeveling van de secretaris-generaal om het mandaat van de macht met een periode van zes maanden te verlengen.
- Bemerkt ook het akkoord van de Cypriotische overheid voor het behoud van de macht na 15 december.
- Herbevestigt resolutie 186 (1964).

1. Verlengt de VN-vredesmacht opnieuw met een verdere periode tot 15 juni 1984.
2. Vraagt de secretaris-generaal zijn missie voort te zetten, de Veiligheidsraad op de hoogte te houden en tegen 31 mei 1984 te rapporteren over de uitvoering van deze resolutie.
3. Roept alle betrokken partijen op om te blijven samenwerken met de macht.

## Verwante resoluties
- Resolutie 534 Veiligheidsraad Verenigde Naties
- Resolutie 541 Veiligheidsraad Verenigde Naties
- Resolutie 550 Veiligheidsraad Verenigde Naties
- Resolutie 553 Veiligheidsraad Verenigde Naties

Lijst ·  529 ·  530 ·  531 ·  532 ·  533 ·  534 ·  535 ·  536 ·  537 ·  538 ·  539 ·  540 ·  541 ·  542 ·  543 ·  544 ·  545